# Letras Língua Portuguesa
O curso de Letras Língua Portuguesa possui a titulação em bacharelado e licenciatura, visando desenvolver as habilidades comunicativas; proporcionar o conhecimento das normas gramaticais do idioma português, falado no Brasil; fomentar teorias que envolvem História, Filosofia e Psicologia, dentre outras áreas do saber; além de trabalhar conhecimentos linguísticos e literários. O profissional de Letras é o letrólogo.

## Área de atuação: Licenciatura
O licenciado em Letras Língua Portuguesa é capacitado para atuar como professor de Língua Portuguesa, podendo exercer suas funções em escolas da rede pública ou privada, além de ministrar aulas particulares. Ademais, as empresas também podem solicitar a assistência do profissional da área, para ensinar o idioma português para funcionários estrangeiros. Há, ainda, a demanda pela orientação, correção, edição, produção ou tradução de textos. Desse modo, a área de atuação do profissional de Letras Língua Portuguesa divide-se em:
- Ensino
- Editoração
- Revisão